# Don Gullett
Donald Edward Gullett (Kentucky, 6 de enero de 1951-14 de febrero de 2024) fue un beisbolista profesional y coach estadounidense que jugó nueve temporadas con dos equipos en la posición de pitcher y que jugó seis veces en la Serie Mundial donde ganó cuatro de ellas. Jugó en las Ligas Mayores como pitcher zurdo desde 1970 hasta 1978. Fue miembro de los Cincinnati Reds, la legendaria dinastía de la Gran Máquina Roja que ganó cuatro campeonatos en la Liga Nacional y dos Series Mundiales entre 1970 y 1976. Fue miembro también de los New York Yankees con los que ganó dos Campeonatos de Serie Mundial de manera consecutiva en 1977 y 1978.

## Carrera
Los Cincinnati Reds seleccionaron a Gullett en la primera ronda del draft de 1969, donde estuvo en su equipo de ligas menores en ese año.
En 1970 Gullett sería promovido al primer equipo por su rendimiento en el entrenamiento de primavera. Era utilizado como abridor o relevista, y Gullett debuta oficialmente el 10 de abril de 1970 de visita ante los San Francisco Giants. En su año de novato, Gullett jugó 44 partidos (42 como relevista), su récord fue de 5–2 con efectividad de 2.43. En la Serie Mundial de 1970 ante los Baltimore Orioles Gullett lanzó 6 2⁄3 y solo permitió una carrera (efectividad de 1.35). La temporada de 1972 sería su única temporada que se perdería en su carrera luego de enfermar de hepatitis.
Gullett permitió el último cuadrangular en la carrera de Willie Mays, el 660, en la Major League Baseball el 17 de agosto de 1973. También recibió el cuadrangular 660 de Hank Aaron el 6 de agosto de 1972. Terminó con marca de 6-1 con efectividad de 1.83 ERA y 42 ponches en 54 entradas lanzadas hasta julio de 1974, donde ganó el premio al jugador del mes. En la serie de campeonato de la Liga Nacional de 1975 ante los Pittsburgh Pirates, Gullett lanzó un juego completo donde solo permitió un hit y un cuadrangular, y solo permitió a tres corredores en base.
Al finalizar la temporada de 1976, Gullett se convirtió en agente libre y firmó con los New York Yankees, un mes después de que los Reds ganaron la Serie Mundial. En su cuarto inicio con New York en el Memorial Stadium en Baltimore el 25 de abril en la cuarta entrada se la resbaló la bola, se lastimó el tobillo y tuvo un tirón en el cuello. La lesión tuvo como consecuencia el uso de un cuello ortopédico y perderse algunos partidos. Regresaría a la actividad el 7 de mayo, donde ponchó a 10 bateadores en un partido con 154 lanzamientos en los que lanzó juego completo en la victoria por 11–2 ante los Oakland Athletics. Su récord en la temporada de 1977 fue de 14–4. Los problemas con el hombro en 1978 señalaron el final de su carrera con apenas 27 años. Luego de estar inactuvo los siguientes dos años por problemas con el manguito de los rotadores, los Yankees liberaron a Gullett al finalizar la temporada de 1980.
En sus nueve años de carrera, Gullett ganó 109 partidos con efectividad de 3.11 y ponchó a 921 bateadores. En sus nueve temporada, Gullett jugó en seis ocasiones en la Serie Mundial (1970, 1972, 1975, 1976, 1977 y 1978), incluyendo cuatro títulos de manera consecutiva (1975 y 1976 con los Reds, y 1977 y 1978 con los Yankees). Se lesionó en la Serie Mundial de 1978 con los Yankees aunque permaneció en el roster.

## Tras el retiro
En 1989 Gullett jugó para los St. Lucie Legends de la Senior Professional Baseball Association. En 1993 Gullett regresaría a los Cincinnati Reds como coach de lanzadores, cargo que ocupó hasta mediados del 2005.
Gullett sería miembro del Cincinnati Reds Hall of Fame en 2002.

## Vida personal
Gullett se casó con su esposa Cathy en 1969, con quien tuvo un hijo y dos hijas.
Gullett vivía en su propia granja en su pueblo natal Lynn en Greenup County, Kentucky, donde principalmente cultivaba Tabaco entre los años 1970 y años 1980. Tenía alrededor de 800 plantas de Cannabis, las cuales fueron descubiertas por la Kentucky State Police el 1 de agosto de 1977. Él negó que sabía de la existencia de las plantas. La granja quedó administrada temporalmente por su hermano Jack, al que acusaron por tráfico de drogas el 30 de septiembre de 1977.
Gullett sufrió un ataque cardíaco en 1986 debido a su adicción al cigarro. Tuvo otro ataque en 1990 y le fue realizada una cirugía de triple Baipás coronario en junio de ese año.

## Muerte
Don Gullet falleció el 14 de febrero de 2024, en  Ohio Health Riverside Methodist Hospital en Columbus, Ohio, debido a un ataque cardíacoy otras causas naturales asociadas a su edad de 73 años.